# Hoger Op Oostende
Hoger Op Oostende was een Belgische voetbalclub uit Oostende. De club was aangesloten bij de KBVB met stamnummer 4981 en had zwart en wit als kleuren.

## Geschiedenis
De club sloot zich kort na de Tweede Wereldoorlog, in 1948, aan bij de Belgische Voetbalbond als Hermes Oostende, met stamnummer 4981. 
Jarenlang bleef Hermes in de provinciale reeksen spelen. De club had geel en groen als kleuren. Ze slaagde er ooit in om op te klimmen tot het hoogste provinciale niveau, maar zakte vrij snel.
In 1998 promoveerde Hermes van Derde naar Tweede Provinciale. Een andere Oostendse club, SK Voorwaarts Oostende, maakte de omgekeerde beweging. Nog een andere club uit de stad, VG Oostende steeg dat jaar van Tweede naar Eerste Provinciale. Hermes kon zich in 1998/99 handhaven in Tweede, maar ging aan het einde van het seizoen een fusie aan met het zieltogende SK Voorwaarts. 
De fusieclub werd Hoger Op Oostende genoemd, en ging spelen op de terreinen aan het Mispelplein. Hoger Op kreeg stamnummer 4981, van Hermes, en kon starten in Tweede Provinciale. Zwart en wit werden de clubkleuren.
In 1999/00 kreeg de fusieclub, tijdens haar eerste seizoen, even het gezelschap van stadsgenoot VG Oostende, dat aan het einde van dat seizoen zakte. In 2001/02 waren beide clubs opnieuw reeksgenoten. Hoger Op werd dat jaar kampioen en promoveerde naar Eerste Provinciale.
In de daaropvolgende seizoenen wist Hoger Op zich te handhaven. Tussen 2003 en 2005 waren VG en Hoger Op opnieuw reeksgenoten, deze keer in de hoogste provinciale afdeling. VG stootte zelfs door naar de nationale reeksen, iets waar Hoger Op net niet in slaagde. In 2007 eindigde de fusieclub nog op de derde plaats, maar kort nadien kreeg ze financiële problemen. 
De ploeg viel uiteen, Hoger Op strandde in 2008 op een laatste plaats, en zakte na acht jaar terug naar Tweede Provinciale. In 2009 eindigde de club opnieuw op de laatste plaats in haar reeks, en zakte direct naar Derde. Ook daar ging het verder bergaf. Wederom werd Hoger Op laatste, en degradeerde naar de laagste provinciale afdeling. Zo viel de fusieclub in amper drie jaar terug van Eerste naar Vierde Provinciale.
In haar laatste seizoen gaf de club algemeen forfait. Enkel een paar jeugdploegen namen nog deel aan de competitie. Aan het einde van het seizoen ging Hoger Op in vereffening.

## Bekende spelers
- Brecht Capon (jeugd)
- Jamaïque Vandamme (jeugd)